# مسجد الحاج أحمد دوكات
مسجد الحاج أحمد دوكات (بالبوسنوية: Džamija Hadži Ahmeta Dukatara)‏ هو مسجد مبني على الطراز العثماني في ليفنو في البوسنة والهرسك.
بني المسجد في القرن السادس عشر ويعتبر مجمع المسجد من أكثر الرموز المعمارية في ليفنو، وهو أحد النصب التذكارية الوطنية في البوسنة والهرسك.